# Michael McDowell
Michael McEachern McDowell (Enterprise, 1 de junio de 1950-Boston, 27 de diciembre de 1999) fue un escritor y guionista estadounidense. Autor de novelas de terror góticas sureñas, fue llamado «el escritor más refinado de los Estados Unidos» por Stephen King, además de haber escrito guiones para películas y programas de televisión como Beetlejuice, The Nightmare Before Christmas, Tales from the Crypt y Alfred Hitchcock Presents, entre otros.

## Biografía
Michael McDowell nació el 1 de junio del año 1950 en la ciudad de Enterprise, Alabama. Se graduó en la Universidad de Harvard y obtuvo un doctorado en Literatura Inglesa y Norteamericana en la Universidad Brandeis.
Si bien es mejor conocido por sus obras de terror gótico sureño, McDowell fue un estilista consumado que escribió varias series con marcadas diferencias en tono, carácter y tema. Sus novelas de época son elogiadas por su intrincado ojo para la investigación histórica y los detalles precisos, y van desde la ciudad de Nueva York de la Edad Dorada hasta el Alabama en las profundidades de la Gran Depresión.
McDowell colaboró con su amigo cercano Dennis Schuetz en la escritura de cuatro misterios protagonizados por Daniel Valentine y Clarisse Lovelace: Vermillion (1980), Cobalt (1982), Slate (1984) y Canary (1986). Las cuatro novelas se publicaron bajo el seudónimo de Nathan Aldyne. A principios de la década de 1980, McDowell y Schuetz lanzaron dos thrillers psicológicos, Blood Rubies (1982) y Wicked Stepmother (1983) bajo el seudónimo de Axel Young. Ambos libros eran parodias exageradas de novelas de suspenso al estilo de Sidney Sheldon. 
A mediados de la década de 1980, McDowell escribió los misterios "Jack y Susan" para Ballantine Books, presentando personajes que recuerdan a las influyentes películas de Thin Man. Los libros narran las aventuras de una pareja eternamente joven y su perro en constante cambio. McDowell tenía pautado hacer uno por cada década del siglo, pero rescindió el contrato después de tres volúmenes.
McDowell fue uno de los diecisiete escritores de terror británicos y estadounidenses contemporáneos entrevistados por Douglas E. Winter en su libro de entrevistas de 1985 Faces of Fear. Allí McDowell dice acerca de su obra: "Soy un escritor comercial y estoy orgulloso de ello. Estoy escribiendo cosas que se pondrán en la librería el próximo mes. Creo que es un error intentar escribir para siglos".
Autor de más de veinte novelas, fue amigo del escritor Stephen King y su esposa, Tabitha King, quien completó su última obra, Candles Burning (2006). Para el director Tim Burton, escribió los guiones de las películas Beetlejuice (1988) y El extraño mundo de Jack (1993), además del de Thinner (1996), basado en la novela de Stephen y Tabitha.
McDowell falleció en el año 1999 en la ciudad de Massachusetts, por complicaciones relacionados con el VIH. En el 2012, la editorial estadounidense Valancourt, especializada en ficción gótica, de horror, ciencia ficción y autores de ficción gay olvidados, inició la recuperación de su catálogo con ocho de sus novelas, prologadas por autores como Poppy Z. Brite o Christopher Fowler. En el 2017, la editorial argentina La Bestia Equilátera realizó lo mismo con su cuarta novela, Los elementales (The Elementals), llamada «joya secreta del terror» por Elvio Gandolfo. En los años 2021 y 2023, respectivamente, la misma editorial reeditó Agujas doradas (Gilded Needles) y Katie. En 2024, la editorial española Blackie Books lanzó la saga Blackwater en edición de bolsillo.

## Obra

### Novela
- The Amulet (1979)
- Cold Moon Over Babylon (1980)
- Gilded Needles (1980)
- The Elementals (1981)
- Katie (1982)
- Blackwater: I. La Riada (1983)
- Blackwater: II. El Dique (1983)
- Blackwater: III. La Casa (1983)
- Blackwater: IV. La Guerra (1983)
- Blackwater: V. La Fortuna (1983)
- Blackwater: VI. Lluvia (1983)
- Toplin (1985)
- Clue (1985)
- Jack and Susan in 1953 (1985)
- Jack and Susan in 1913 (1986)
- Jack and Susan in 1933 (1987)
- Candles Burning (2006)

#### Con el seudónimo Axel Young y en colaboración con Dennis Schuetz
- Blood Rubies (1982)
- Wicked Stepmother (1983)

#### Con el seudónimo Nathan Aldyne y en colaboración con Dennis Schuetz
- Vermillion (1980)
- Cobalt (1982)
- Slate (1984)
- Canary (1986)

#### Con el seudónimo Preston Macadam
- Michael Sheriff, The Shield: African Assignment (1985)
- Michael Sheriff, The Shield: Arabian Assault (1985)
- Michael Sheriff, The Shield: Island Intrigue (1985)

## Filmografía
| Año                | Película                           | Director | Escritor | Notas                             |
| ------------------ | ---------------------------------- | -------- | -------- | --------------------------------- |
| 1988               | Beetlejuice                        | No       | Sí       | Historia original                 |
| 1990               | Tales from the Darkside: The Movie | No       | Sí       | Coguionista                       |
| 1993               | The Nightmare Before Christmas     | No       | Sí       | Coguionista con Caroline Thompson |
| 1996               | Thinner                            | No       | Sí       | Coguionista con Tom Holland       |
| (Fuente: IMDb.com) |                                    |          |          |                                   |

| Año                | Trabajo                   | Director | Escritor | Notas                                |
| ------------------ | ------------------------- | -------- | -------- | ------------------------------------ |
| 1984–1987          | Tales from the Darkside   | No       | Sí       | 11 episodios                         |
| 1985               | Amazing Stories           | No       | Sí       | Episodio: "Miscalculation"           |
| 1986               | Alfred Hitchcock Presents | Sí       | Sí       | Episodio: "The Jar"                  |
| 1989               | Tales from the Crypt      | No       | Sí       | Episodio: "Lover Come Hack to Me"    |
| 1989–1990          | Monsters                  | No       | Sí       | Episodios: "La Strega" y "Far Below" |
| (Fuente: IMDb.com) |                           |          |          |                                      |